# Australobolbus canalis
Australobolbus canalis är en skalbaggsart som beskrevs av Henry Fuller Howden 1992. Australobolbus canalis ingår i släktet Australobolbus och familjen Bolboceratidae. Inga underarter finns listade.